# Christian Pitre
Christian Pitre (* 31. Oktober 1983 in den Vereinigten Staaten) ist eine US-amerikanische Schauspielerin.

## Biografie
Pitre gab ihr Debüt 2004 in dem Film Playing Clandestine. 2011 hatte sie eine kleine Rolle in Crazy, Stupid, Love. 2009 tauchte sie eine Folge bei CSI: Miami auf. In Adopted erschien sie in zwei Episoden. Sie spielte 2013 zusammen mit Matthew Marsden and Kristanna Loken in Bounty Killer die Hauptrolle. Anschließend hat Pitre 2017 in dem Film "Beyond the Trek" gespielt.

## Filmografie
- 2004: Playing Clandestine
- 2008: Boys of Summerville
- 2008: A Father's Rights
- 2009: Sparkle & Tooter
- 2011: Crazy, Stupid, Love.
- 2013: Bounty Killer
- 2013–2018: Adopted
- 2016: Teleios
- 2017: Beyond the Trek